# Efekt Augera

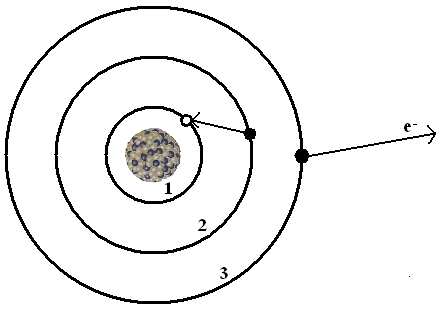
Schematyczne przedstawienie emisji elektronu Augera

Efekt Augera, samojonizacja – zjawisko emisji elektronów przez atom, zachodzące dzięki energii uwolnionej na skutek wypełniania luk w niskich powłokach elektronowych przez elektrony z wyższych powłok. Luki te mogą powstawać na skutek wychwytu elektronu z wewnętrznej powłoki przez jądro. Przyczyną pojawienia się luk na niższych powłokach może być również wybicie elektronu przez inną cząstkę, kwant promieniowania rentgenowskiego lub promieniowania γ.
Elektron emitowany przez atom podczas tego procesu nosi nazwę elektronu Augera. Pochodzi on z powłoki walencyjnej lub zbliżonej do niej. Energia elektronu Augera jest ściśle określona i zależy tylko od energii powłok, między którymi przechodzi elektron opadający na niższą powłokę
{\displaystyle E_{elektronu}=E_{1}-E_{2}-E_{3},}
gdzie:
{\displaystyle E_{1}} – energia wiązania elektronu na poziomie 1 (wybitego na początku procesu),
{\displaystyle E_{2}} – energia elektronu na poziomie 2, który przechodzi z tego poziomu na poziom 1,
{\displaystyle E_{3}} – energia wiązania elektronu opuszczającego atom.
Na energię elektronów Augera nie ma wpływu energia uwalniana podczas wychwytu ani energia cząstki wybijającej elektron.
Energia unoszona jest z atomu tylko w postaci energii kinetycznej elektronu, dlatego o efekcie Augera mówi się, że jest to bezpromieniste przejście elektronu na niższą powłokę. Nie jest to jednak jedyny możliwy w tej sytuacji proces. Procesem konkurencyjnym jest emisja charakterystycznego promieniowania X i jest również wykorzystywane w spektroskopii.
Na skutek efektu Augera elektron opuszcza atom, dochodzi zatem do jego jonizacji. W konsekwencji (wskutek odpychania kulombowskiego) w cząsteczce może dojść do zerwania wiązań chemicznych.
Efekt odkryli niezależnie od siebie – austriacka fizyczka Lise Meitner i francuski fizyk Pierre Victor Auger, któremu odkrycie jest częściej przypisywane. Auger w 1925 r. zaobserwował w komorze Wilsona, że w wyniku naświetlania próbki promieniowaniem X z niektórych atomów wychodzą dwa ślady elektronów.